# New Tank
«New Tank» — песня американского рэпера Playboi Carti. Она была выпущена 25 декабря 2020 года, как девятая песня со второго студийного альбома Whole Lotta Red.

## История
Playboi Carti анонсировал песню в прямом эфире Instagram 23 ноября 2020 года, вскоре после того, как объявил, что сдал свой альбом Whole Lotta Red лейблу.

## Отзывы
Агрегатор Pitchfork отметил, что «куплет песни распадается на григорианские песнопения». Обозреватель Allmusic отметил песни «New Tank», «Stop Breathing» и «JumpOutTheHouse», сказав, что «они жестоки и выходят за рамки хвастовства, затрагивая нечто более непосредственное и пугающее, чем тексты об оружии и деньгах». Рецензент Highsnobiety сравнил трек с «низкоуровневым торнадо». Агрегатор HotNewHipHop считает, что «New Tank» является самым энергичным с Whole Lotta Red.

## Чарты
| Чарты (2021)                   | Высшая позиция |
| ------------------------------ | -------------- |
| Bubbling Under Hot 100 Singles | 12             |